# Ефремов, Александр Константинович
Александр Константинович Ефремов (1911, Черная Заводь, Костромская губерния — не ранее 1945) — советский шашист, выдающийся шашечный деятель, шашечный журналист, тренер по шашкам, шашечный композитор. Участник Великой Отечественной войны. Награждён орденом Славы третьей степени, орденом Красной Звезды и медалью «За отвагу».

## Биография
Александр Константинович Ефремов родился в 1911 году в селе Чёрная Заводь Костромского уезда (на территории будущего Чернозаводского сельсовета, ныне в Некрасовском районе Ярославской области).
Свою деятельность в шашечной композиции А. К. Ефремов начал с публикации задач в журнале «64» и продолжил её в журнале «Резец». Последовал перерыв до начала 1935 года. Затем начинается его успешное сотрудничество в газете «Шахіст», длившееся до закрытия газеты в 28 февраля 1939 года.
Успешный практик. Мастер спорта СССР (выполнил норму в 1940 году) (Куличихин
1982:40). Широко известна его комбинация в партии А.Ефремов — Т.Шмульян из турнира кандидатов в мастера спорта 1940 года.
Партию и её анализ приводят: подробно И. И. Куперман, В. М. Каплан в книге «Начала и середина игры в шашки» (с. 332), частично — Б. М. Герцензон, А. А. Напреенков в книге «Шашки — это интересно» (1989, С. 61).
Работал в шахматно-шашечном клубе Киева почти вплоть до начала войны, незадолго до её начала выехал в родную Ярославскую область. На войну А. К. Ефремов призван Некрасовским РВК Ярославской области в первый день войны. Служил рядовым санитаром санитарного взвода стрелкового батальона 735-го стрелкового ордена Александра Невского полка 166-й стрелковой краснознаменной дивизии. Дважды ранен (в 1942 и 1943 гг.).
О гибели А. К. Ефремова вкратце упомянул известный шашечный историк, ветеран Великой Отечественной Александр Иванович Куличихин (Куличихин 1982:40).
О подробностях гибели в 1943 году Ефремова поведал Рудницкому Исер Куперман. По его словам, человек, знавший детали, рассказал, что блиндаж, в котором находился лейтенант А. К. Ефремов, накрыло прямым попаданием снаряда. Об этом же сообщал Рудницкий в статье в газете «Крімьска світлиця» от 5 июня 1998 года.
По всей видимости, в 1943 году погиб его полный тезка, младший лейтенант Александр Константинович Ефремов (место рождения Украинская ССР, г. Кировоград, ул. Энгельса, 41) служил в 5 гв. кд 178 ап; убит осколком снаряда 03.01.1944 в Сталинградской области, Сиротинский р-н, с. Островляне.
А. К. Ефремов 15 января 1945 года из госпиталя № 4394 прибыл в 176-й армейский запасной стрелковый полк 6-й гвардейской армии, откуда убыл 20 января 1945 в 166-ю стрелковую дивизию. Рядовой санитар А. К. Ефремов служил в 1945 году.

### Семья
Жена — Раиса Васильевна Ефремова.

## Награды
- Орден Славы III степени (5.9.1944)[14]
- Медаль «За отвагу» (29.01.1944[8][15], 30.01.1945[2]

## Комментарии
1. ↑  Встречается ошибочная дата рождения — 1912 год[3].